# Kanpei Hazama
Kanpei Hazama (20 luglio 1949) è un attore giapponese.
Attore di diversi film, ha interpretato il ruolo di se stesso in alcune serie televisive giapponesi.

## La maratona
Con l'obiettivo di caldeggiare la candidatura di Tōkyō per le Olimpiadi del 2016, nel 2008 ha iniziato una sorta di maratona attorno al mondo di circa 40.000 km (di cui 20.000 a piedi ed i rimanenti in barca a vela), conclusa il 21 gennaio 2011 a Osaka.

## Filmografia parziale
- Anego (1988)
- Out (2002)
- Gozu (2003)
- Utatama (2008)
- Gegege no Kitarô (2007) nella parte di Konaki Jiji (primo film live dell'anime omonimo)
- Gegege no Kitarô: Sennen noroi uta (2008) nella parte di Konaki Jiji (secondo film live dell'anime)
- Utatama (2008)
- Ôsaka Hamuretto (2008)
- Davidam o davidam (2010)
- Ugeuge! (2015), cortometraggio
- Around Shimanto (2015)